# Грум-Гржимайло, Михаил Ефимович
Михаи́л Ефи́мович Грум-Гржима́йло (1861—1921) — русский военный, путешественник, изобретатель, специалист по армейскому снаряжению.

## Биография
Его мать была племянницей декабриста А. О. Корниловича.
Как и его братья, Григорий и Владимир, он обучался в 3-й Санкт-Петербургской военной гимназии. В службу вступил 15 июня 1878 года. Окончил Михайловское артиллерийское училище (1881) и был выпущен подпоручиком в лейб-гвардии 2-ю артиллерийскую бригаду. В 1886 году окончил Михайловскую артиллерийскую академию.
С 1887 года участвовал вместе с братом, Григорием, в экспедициях на Памир, в Восточный Тянь-Шань, Тибет, по Арало-Каспийской низменности. Был избран членом русского географического общества. В числе первых М. Е. Грум-Гржимайло получил медаль имени Н. М. Пржевальского (1891).
В 1892—1898 годах он преподавал военную географию в Санкт-Петербургском юнкерском училище.
Во время русско-японской войны М. Е. Грум-Гржимайло был инструктором по формированию 18-й пешей и 4-й кавалерийской горных батарей.
В мае 1907 года был произведён в генерал-майоры и назначен командиром 41-й артиллерийской бригады.
В 1908 году вышел в отставку.
После начала 1-й мировой войны вернулся на службу; с июня по декабрь 1915 года был инспектором артиллерии 43-го армейского корпуса, с 17 декабря 1915 находился в резерве чинов при штабе Петроградского Военного Округа.
Во время гражданской войны служил в Вооруженных Силах Юга России.
В 1918—1920 годах находился в Баку. В сентябре 1920 года по дороге в Москву был арестован в г. Петровск-Порт (Дагестанская область); в январе 1921 года отправлен в Москву и заключен в Бутырскую тюрьму. С весны 1921 года семье не поступило от него никаких вестей.
26 августа 1921 года брат жены, Михаил Николаевич Леман, обратился за помощью в Международный комитет Красного Креста с просьбой узнать судьбу арестованного; из ВЧК была получена справка, что М. Е. Грум-Гржимайло скончался 8 мая 1921 года в Бутырской тюремной больнице.

## Награды
- Орден Святой Анны 3-й степени (1901)
- Орден Святого Станислава 2-й степени (1905)
- Орден Святого Владимира 3-й степени (1906)
- Орден Святого Станислава 1-й степени (1915)
- Серебряная медаль Пржевальского (1891).

## Изобретения
М. Е. Грум-Гржимайло разработал вошедший во всеобщее употребление оптический прибор для обучения наводчиков полевой, крепостной и осадной артиллерии; предложил дуговой прицел с угломером. Разработанное им верхово-вьючное седло (образца 1910 года) было принято на вооружение российской армии. Им были разработаны вьючные чемоданы, походная кровать, спальный мешок, а также вьючная полевая кухня, допускавшая возможность готовить горячую пищу на ходу (одобрена к использованию в войсках в 1912).
М. Е. Грум-Гржимайло автор следующих публикаций:
книги
- Телефон и его вьюк для полевых и горных скорострельных батарей. - СПб.: Т-во худож. печати, 1905.
- О страховании скота: [Докл. Комис. Палаты по скотоводству, чит. М.Е. Грум-Гржимайло на общ. собр. Палаты 15 марта 1914 г.]. - Петроград: тип. т-ва п./ф. «Эл.-тип. Н.Я. Стойковой», 1915. - 45 с.

статьи
- «Вьючное дело», 1905;
- «Описание контрольного прибора для наводчиков»;
- «Снаряжение офицеров в походе»;
- «Обмундирование и снаряжение людей и лошадей в походе».